# Nils Schou
Nils J.A. Schou (født 7. december 1942) er en dansk forfatter, der har skrevet i flere skønlitterære genrer, i de senere år især for børn og unge. Hans stil er oftest humoristisk, og han behandler som regel problemstillinger fra dagligdagen.
Nils Schou er født i København og student fra Virum Statsskole i 1962. Han er uddannet cand.jur., men han debuterede i 1968 med romanen Tapre Hans og har siden ernæret sig som forfatter. Han har skrevet en række romaner, noveller og skuespil, og især har han skrevet romaner for børn og unge. Han har opnået stor succes med ungdomsroman-serien indledt med Fucking forelsket fra 2003. Han har endvidere skrevet manuskript til filmene Slingrevalsen og Når engle elsker samt tv-serien Tre ludere og en lommetyv fra 1993. 
Schou har modtaget støtte fra Statens Kunstfond i flere omgange, og han har modtaget Etatsråd Thomas Møllers Legat til studierejse i 1995.
Hans skuespil findes bevaret i Dramatisk Bibliotek på Det Kongelige Bibliotek.